# Elezioni presidenziali in Sri Lanka del 2019
Le elezioni presidenziali in Sri Lanka del 2019 si tennero il 16 novembre.

## Risultati
| Candidati                | Partiti                                            | Voti       | %     |
| ------------------------ | -------------------------------------------------- | ---------- | ----- |
| Gotabaya Rajapaksa       | Alleanza della Libertà del Popolo dello Sri Lanka  | 6 924 255  | 52,25 |
| Sajith Premadasa         | Partito Nazionale Unito - Nuovo Fronte Democratico | 5 564 239  | 41,99 |
| Anura Kumara Dissanayaka | Movimento Nazionale per il Potere Popolare         | 418 553    | 3,16  |
| Mahesh Senanayake        | Movimento Nazionale del Popolo                     | 49 655     | 0,37  |
| M L A M Hizbullah        | Indipendente                                       | 38 814     | 0,29  |
| Ariyawansa Dissanayake   | Fronte Nazionale Unito Democratico                 | 34 537     | 0,26  |
| Ajantha Perera           | Partito Socialista dello Sri Lanka                 | 27 572     | 0,21  |
| Rohan Pallewatte         | Fronte dello Sviluppo Nazionale                    | 25 173     | 0,19  |
| Siripala Amarasinghe     | Indipendente                                       | 15 285     | 0,12  |
| Milroy Fernando          | Indipendente                                       | 13 641     | 0,10  |
| Altri <0,10%             | -                                                  | 140 775    | 1,06  |
| Totale                   | Totale                                             | 13 252 499 | 100   |